# Oostflakkee
| Gemeentegrenzen Wijkgrenzen Buurtgrenzen Autosnelweg Secundaire weg Spoorweg |  |  | ██ Geselecteerde gemeente ██ Bebouwd gebied ██ Bos of park ██ Binnenwater, rivier of kanaal |

Oostflakkee en omgeving

Oostflakkee (uitspraakⓘ) is een voormalige gemeente in de Nederlandse provincie Zuid-Holland. De gemeente telde 10.400 inwoners (1 februari 2012, bron: CBS) en had een oppervlakte van 107,44 km² waardoor het tot de dunstbevolkte gemeentes van Nederland behoorde. De gemeente vormde het oosten van het eiland Goeree-Overflakkee en was tevens de meest zuidelijke gemeente van Zuid-Holland.
De gemeente was in 1966 ontstaan na de samenvoeging van de gemeenten Den Bommel, Ooltgensplaat en Oude-Tonge en ging in 2013 op in de nieuwe gemeente Goeree-Overflakkee.

## Kernen
Achthuizen, Langstraat, Den Bommel, Ooltgensplaat, Oude-Tonge (gemeentehuis), Kranendijk en Zuidzijde.

## Zetelverdeling gemeenteraad
De gemeenteraad van Oostflakkee bestond uit 15 zetels. Hieronder staat de samenstelling van de gemeenteraad van 1990 tot 2012:
| Gemeenteraadszetels     | Gemeenteraadszetels | Gemeenteraadszetels | Gemeenteraadszetels | Gemeenteraadszetels | Gemeenteraadszetels | Gemeenteraadszetels |
| Partij                  | 1990                | 1994                | 1998                | 2002                | 2006                | 2010                |
| ----------------------- | ------------------- | ------------------- | ------------------- | ------------------- | ------------------- | ------------------- |
| Vrije Lijst Oostflakkee | -                   | 3                   | 3                   | 3                   | 2                   | 3                   |
| PvdA                    | 3                   | 3                   | 4                   | 4                   | 5                   | 3                   |
| ChristenUnie            | -                   | -                   | 2                   | 2                   | 3                   | 2                   |
| Lijst-Kroeze            | -                   | -                   | -                   | -                   | -                   | 2                   |
| VVD                     | 2                   | 2                   | 2                   | 2                   | 2                   | 2                   |
| SGP                     | 2                   | 2                   | 2                   | 2                   | 2                   | 2                   |
| CDA                     | 3                   | 3                   | 2                   | 2                   | 1                   | 1                   |
| RPF                     | -                   | -                   | 2                   | -                   | -                   | -                   |
| Lijst Heintjes          | 3                   | -                   | -                   | -                   | -                   | -                   |
| Totaal                  | 15                  | 15                  | 15                  | 15                  | 15                  | 15                  |